# Jan Burian (biatlonista)
Jan Burian (11. února 1995 Třinec) je bývalý český biatlonista. Jedním z jeho nejvýznamnějších úspěchů je bronzová medaile ve štafetě na mistrovství světa juniorů v biatlonu 2016 v rumunském Cheile Grădiştei, kterou získal společně s Davidem Tolarem, Milanem Žemličkou a Ondřejem Hoškem. Na mistrovství světa v letním biatlonu v roce 2016 v estonském Otepää získal v závodě smíšených štafet společně s Annou Tkadlecovou, Markétou Davidovou a Ondřejem Hoškem zlatou medaili, na tomtéž šampionátu pak přidal dvě individuální stříbrné medaile.
V sezóně 2022/2023 působí u Českého svazu biatlonu jako trenér biatlonových juniorů.

## Osobní život
Jan Burian se narodil v Třinci a vyrůstal v Drnovicích. V dětství se věnoval fotbalu. Nejdříve začal s letním biatlonem, zimní verzi se pak začal věnovat v Letohradu v Orlických horách v roce 2008, nakonec ale zakotvil v SK Nové Město na Moravě. Když se v roce 2016 rozloučil s juniorskou kategorií, uvažoval o studiu fyzioterapie nebo medicíny. Nakonec ale zůstal u biatlonu, a to až do roku 2018, kdy po ostré kritice systému českého biatlonu ukončil svoji biatlonovou kariéru.

## Výsledky

#### Sezóna 2012/13
| Závod                               | Disciplína         | Místo konání           | Pořadí |
| ----------------------------------- | ------------------ | ---------------------- | ------ |
| Mistrovství světa juniorů           | sprint             | Obertilliach, Rakousko | 66.    |
| Mistrovství světa juniorů           | individuální závod | Obertilliach, Rakousko | 23.    |
| Mistrovství světa v letním biatlonu | smíšená štafeta    | Forni Avoltri, Itálie  | 4.     |
| Mistrovství světa v letním biatlonu | sprint             | Forni Avoltri, Itálie  | 13.    |
| Mistrovství světa v letním biatlonu | stíhací závod      | Forni Avoltri, Itálie  | 11.    |

#### Sezóna 2013/14
| Závod                     | Disciplína         | Místo konání                | Pořadí |
| ------------------------- | ------------------ | --------------------------- | ------ |
| IBU Cup                   | mužská štafeta     | Obertilliach, Rakousko      | 14.    |
| IBU Cup                   | sprint             | Ruhpolding, Německo         | 89.    |
| Mistrovství Evropy        | individuální závod | Nové Město na Moravě, Česko | 20.    |
| Mistrovství světa juniorů | sprint             | Presque Isle, USA           | 14.    |
| Mistrovství světa juniorů | stíhací závod      | Presque Isle, USA           | 19.    |
| Mistrovství světa juniorů | individuální závod | Presque Isle, USA           | 52.    |

#### Sezóna 2014/15
| Závod                               | Disciplína         | Místo konání               | Pořadí |
| ----------------------------------- | ------------------ | -------------------------- | ------ |
| IBU Cup                             | sprint             | Obertilliach, Rakousko     | 93.    |
| IBU Cup                             | sprint             | Obertilliach, Rakousko     | 90.    |
| Mistrovství Evropy                  | individuální závod | Otepää, Estonsko           | 26.    |
| Mistrovství Evropy                  | sprint             | Otepää, Estonsko           | 25.    |
| Mistrovství Evropy                  | stíhací závod      | Otepää, Estonsko           | 21.    |
| Mistrovství světa v letním biatlonu | sprint             | Cheile Grădiştei, Rumunsko | 3.     |
| Mistrovství světa v letním biatlonu | stíhací závod      | Cheile Grădiştei, Rumunsko | 26.    |

#### Sezóna 2015/16
| Závod                               | Disciplína         | Místo konání               | Pořadí |
| ----------------------------------- | ------------------ | -------------------------- | ------ |
| IBU Junior Cup                      | sprint             | Obertilliach, Rakousko     | 20.    |
| IBU Junior Cup                      | sprint             | Obertilliach, Rakousko     | 18.    |
| IBU Junior Cup                      | individuální závod | Lenzerheide, Švýcarsko     | 15.    |
| IBU Junior Cup                      | sprint             | Lenzerheide, Švýcarsko     | 7.     |
| Mistrovství světa juniorů           | individuální závod | Cheile Grădiştei, Rumunsko | 42.    |
| Mistrovství světa juniorů           | sprint             | Cheile Grădiştei, Rumunsko | 26.    |
| Mistrovství světa juniorů           | stíhací závod      | Cheile Grădiştei, Rumunsko | 22.    |
| Mistrovství světa juniorů           | mužská štafeta     | Cheile Grădiştei, Rumunsko | 3.     |
| Mistrovství Evropy juniorů          | individuální závod | Pokljuka, Slovinsko        | 27.    |
| Mistrovství Evropy juniorů          | sprint             | Pokljuka, Slovinsko        | 17.    |
| Mistrovství Evropy juniorů          | stíhací závod      | Pokljuka, Slovinsko        | 32.    |
| Mistrovství světa v letním biatlonu | smíšená špafeta    | Otepää, Estonsko           | 1.     |
| Mistrovství světa v letním biatlonu | sprint             | Otepää, Estonsko           | 2.     |
| Mistrovství světa v letním biatlonu | stáhací závod      | Otepää, Estonsko           | 2.     |

#### Sezóna 2016/17
| Závod   | Disciplína         | Místo konání           | Pořadí |
| ------- | ------------------ | ---------------------- | ------ |
| IBU Cup | sprint             | Beitostolen, Norsko    | 98.    |
| IBU Cup | sprint             | Ridnaun, Itálie        | 27.    |
| IBU Cup | stíhací závod      | Ridnaun, Itálie        | 42.    |
| IBU Cup | individuální závod | Obertilliach, Rakousko | 54.    |
| IBU Cup | sprint             | Martell, Itálie        | 26.    |
| IBU Cup | sprint             | Martell, Itálie        | 89.    |
| IBU Cup | individuální závod | Arber, Německo         | 65.    |

#### Sezóna 2017/18
| Závod   | Disciplína | Místo konání              | Pořadí |
| ------- | ---------- | ------------------------- | ------ |
| IBU Cup | sprint     | Lenzerheide, Švýcarsko    | 70.    |
| IBU Cup | sprint     | Brezno-Osrblie, Slovensko | 68.    |
| IBU Cup | sprint     | Brezno-Osrblie, Slovensko | 87.    |